# 유성 치경 파열음
유성 치경 파열음(有聲齒莖破裂音)은 자음의 하나로 이나 잇몸에서 조음되는 유성 파열음이다.

## 특징
- 조음 방법은 조음기관 내의 공기의 흐름을 차단하여 만드는 파열음이다.
- 혀를 치조나 그 주변에 대는 치조음이다.
- 조음할 때 성대가 울리는 유성음이다.
- 코와 입을 통하여 공기가 빠져나가는 구강음이다.
- 기류가 혀 옆이 아니라 중앙으로 빠져나가는 중설음이다.
- 발성 방법은 인후나 입이 아니라 폐에서 발성 기관으로 공기가 빠져나가는 폐장기류음이다.

## 발음의 예
- 한국어: 모음과 모음(/i, j/ 제외) 사이나, 유성음 받침('ㄴ', 'ㄹ', 'ㅁ' 'ㅇ')과 모음(/i, j/ 제외) 사이의 ㄷ에서 이 소리가 난다.[1]
- 일본어: だ, で, ど의 첫소리에서 이 소리가 난다.
- 눠쑤어: 라틴 문자 표기의 nd와 dd에서 이 소리가 난다. nd는 선비음화 자음이다.
- 알바니아어, 바스크어, 카탈루냐어, 네덜란드어, 프랑스어, 말레이어, 체코어, 밤바라어, 이탈리아어, 영어, 우즈베크어, 핀란드어, 헝가리어, 독일어, 노르웨이어, 슬로바키아어, 포르투갈어, 웨일스어, 몰타어, 슬로베니아어, 스페인어, 튀르키예어, 폴란드어: d에서 이 소리가 난다.
- 태국어: ด와 ฎ의 첫소리에서 이 소리가 난다.
- 세르보크로아트어: 키릴 문자 표기의 д, 라틴 문자 표기의 d에서 이 소리가 난다.
- 우어: 병음 d에서 이 소리가 난다.
- 아랍어: د와 ض에서 이 소리가 난다. ض는 강세음이다.
- 러시아어, 우크라이나어, 키르기스어, 벨라루스어: 음절말에 오지 않는 д에서 이 소리가 난다.
- 쇼나어: nd와 dh에서 이 소리가 난다. nd는 선비음화 자음, dh는 숨소리 자음이다.
- 총가어: d, dh, dy, dw에서 이 소리가 난다. dh는 유기음, dy는 구개음화, dw는 순음화 자음이다.